# Vatica stapfiana
Espèce
Classification phylogénétique
Statut de conservation UICN

 VU  : Vulnérable
 Vatica stapfiana est un petit arbre sempervirent de Thaïlande, Malaisie péninsulaire et Sumatra appartenant à la famille des dipterocarpaceae

## Répartition
Dispersée dans les forêts de plaine à dipterocarps de la péninsule malaise et de Sumatra.

## Biologie
Peut s'hybrider avec Vatica umbonata

## Préservation
Espèce menacée par la déforestation et l'exploitation forestière.